# Bargoed
Bargoed är en ort och community i Storbritannien.   Den ligger i kommunen Caerphilly och riksdelen Wales, i den södra delen av landet, 210 km väster om huvudstaden London. Antalet invånare är 11 900 (2011).